# Хлоретан
Хлоретан (хлоретил, лат. Aethylii chloridum) — безбарвний газ, що легко скраплюється, зі слабким характерним запахом, вогнебезпечний. Застосовується в медицині для анестезії методом сильного охолодження, раніше іноді використовувався для інгаляційного наркозу, також застосовується з рекреаційною метою, на кшталт попперсів і закису азоту.
Також відомий як холодоагент R-160.

## Синоніми

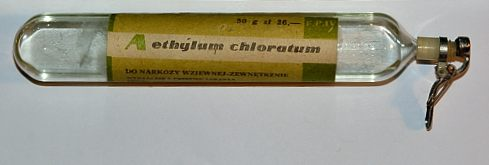
Скляна ампула з етилхлоратом для утворення аерозолю під час проведення хлоретилового інгаляційного наркозу

Етилхлорид, Aether chloratus, Aethylis chloridum, Aethylium chloratum, Chelen, Chlorene, Chloretan, Ethylis chloridum, Ethyl chloride, Kelen, Хлористий етил, хлоретан.

## Загальна інформація
Хлоретил є сильним наркотичним засобом. При концентрації хлоретилу в суміші, що вдихається 3—4 об. % настає хірургічна стадія наркозу. Наркоз розвивається швидко, протягом 2—3 хв, стадія збудження нетривала. Пробудження настає швидко.
Основний недолік хлоретилу — мала терапевтична широта і через це небезпека передозування.
Нині хлоретил застосовують для наркозу рідко (лише при дуже короткочасних оперативних втручаннях), переважно його використовують як місцевий засіб для короткочасного поверхневого знеболювання шкірних покривів.
При попаданні на шкіру викликає, внаслідок швидкого випаровування, сильне охолодження шкіри, ішемію та зниження чутливості, що дозволяє користуватися ним при невеликих поверхневих операціях (розрізи шкіри).
Крім того, хлоретилом користуються для зменшення сверблячки шкіри, а також для лікування (кріотерапія) бешихи, нейроміозитів, невралгій, термічних опіків, бородавчастої форми червоного лишаю, вогнищевої алопеції. З цією метою з бокового капіляра ампули з хлоретилом знімають гумовий ковпачок, зігрівають ампулу в долоні і струмінь, що виділяється, скеровують на поверхню шкіри (з відстані 25—30 см). Після появи на шкірі «інею» тканини стають щільними та нечутливими. З лікувальною метою процедури проводять щодня протягом 7—10 днів.
Застосовувати хлоретил слід з обережністю: можливі гіперемія та пошкодження цілісності шкіри з ексудацією.

### Протипоказання
Протипоказаннями до застосування є порушення цілісності шкірних покривів, захворювання судин (варикозне розширення вен, судинні спазми). Хворі не повинні вдихати хлоретилу, що випаровується з поверхні шкіри.

### Фізичні властивості
Прозора, безбарвна, легко летка рідина своєрідного запаху. Важко розчинний у воді (приблизно 1:50). Змішується у всіх співвідношеннях зі спиртом та ефіром. Вогненебезпечний. Горючий, забарвлює полум'я в зелений колір. Густина 0,919—0,923 (при 0 °C). Температура кипіння +12-13 °С.

### Форма випуску
- В ампулах по 30 мл в упаковці по 10 штук.

### Зберігання
У прохолодному, захищеному від світла місці.